# 牛尾一弘
牛尾 一弘（うしお かずひろ、1921年（大正10年）1月1日 - 2004年（平成16年）9月25日）は、日本の政治家。島根県江津市長（2期）。

## 来歴
島根県那賀郡江津町（現・江津市）出身。1937年、島根県立江津工業学校（現・島根県立江津工業高等学校）卒。1966年、江津市議会議員に当選し、文教厚生、建設の各委員長、副議長を務める。1990年、江津市長に当選し、市長を2期務める。1998年、市長を退任する。1999年、勲四等旭日小綬章を受章する。2004年に死去した。